# Вале Мосо
Ва̀ле Мо̀со (на италиански: Valle Mosso; на пиемонтски: Valmoss, Валмос) е малко градче в Северна Италия, община Валдилана, провинция Биела, регион Пиемонт. Разположено е на 434 m надморска височина.